# RFU Championship 2013-14
La RFU Championship 2013-14, conocida por razones de patrocinio como Greene King IPA Championship, fue la vigésimo séptima edición del torneo de segunda división de rugby de Inglaterra.

## Primera fase
| Pos. | Equipo              | Encuentros | Encuentros | Encuentros | Encuentros | Tantos | Tantos | Tantos | PB | Puntos |
| Pos. | Equipo              | PJ         | PG         | PE         | PP         | F      | C      | Dif    | PB | Puntos |
| ---- | ------------------- | ---------- | ---------- | ---------- | ---------- | ------ | ------ | ------ | -- | ------ |
| 1    | Bristol Bears       | 23         | 19         | 0          | 4          | 786    | 505    | 281    | 21 | 96     |
| 2    | London Welsh        | 23         | 19         | 0          | 4          | 724    | 348    | 376    | 12 | 88     |
| 3    | Leeds Carnegie      | 23         | 18         | 0          | 5          | 700    | 387    | 313    | 12 | 84     |
| 4    | Rotherham Titans    | 23         | 17         | 0          | 6          | 718    | 474    | 244    | 12 | 80     |
| 5    | London Scottish     | 23         | 14         | 0          | 9          | 554    | 423    | 131    | 12 | 66     |
| 6    | Cornish Pirates     | 23         | 10         | 2          | 11         | 456    | 554    | -98    | 7  | 51     |
| 7    | Moseley RFC         | 23         | 9          | 1          | 13         | 449    | 575    | -126   | 6  | 44     |
| 8    | Plymouth Albion     | 23         | 6          | 1          | 16         | 467    | 588    | -121   | 14 | 40     |
| 9    | Bedford Blues       | 23         | 7          | 0          | 16         | 472    | 624    | -152   | 10 | 38     |
| 10   | Nottingham RFC      | 23         | 5          | 1          | 17         | 413    | 610    | -197   | 12 | 34     |
| 11   | Jersey Reds         | 23         | 6          | 0          | 17         | 423    | 629    | -206   | 7  | 29     |
| 12   | Ealing Trailfinders | 23         | 5          | 1          | 17         | 365    | 810    | -445   | 6  | 28     |

|  | Semifinalistas.                     |
|  | Descendidos a la National League 1. |

## Fase final

### Semifinal

#### Semifinal 1
| 10 de mayo de 2014 | Bristol Bears | 17 - 14 | Rotherham Titans |  |  |

| 17 de mayo de 2014 | Rotherham Titans | 11 - 22 | Bristol Bears |  |  |

#### Semifinal 2
| 11 de mayo de 2014 | Leeds Carnegie | 38 - 31 | London Welsh |  |  |

| 18 de mayo de 2014 | London Welsh | 29 - 20 | Leeds Carnegie |  |  |

### Final
| 28 de mayo de 2014 | London Welsh | 27 - 8 | Bristol Bears |  |  |

| 4 de junio de 2014 | Bristol Bears | 20 - 21 | London Welsh |  |  |

| Bandera de Inglaterra |
| Campeón London Welsh  |
| Segundo título        |